# Љубомир Ршумовић
Љубомир Ршумовић (Љубиш, 1894—1966) био је земљорадник, учесник Првог светског рата и носилац Карађорђеве звезде са мачевима.
Рођен је 3. новембра 1894. године у Љубишу, у породици сиромашних земљорадника Владислава и Јефимије. Отац Владислав се из Балканских ратова вратио као тежак инвалид, од последица рањавања остао је без ноге, тако да је Љубомир напустио школовање и морао да преузме део кућних послова.
Када је 1914. године извршена мобилизација ступио је у 3. чету 2. батаљона IV пешадијског пука и са том јединицом прошао сва ратишта, прешао Албанију, преко Крфа, Алжира и Туниса стигао да учествује у пробоју Солунског фронта. 
По повратку оженио се са Станицом Смиљанић. Умро је 1966. године у Љубишу.